# Ace of Spades (gra komputerowa)
Ace of Spades – wieloosobowa gra komputerowa łącząca elementy budowania, strategii i strzelania. Gra została stworzona przez Bena Aksoya na silniku Voxlap stworzonym przez Kena Silvermana, który jest znany ze stworzenia silnika Build. Gra zyskała popularność w społeczności graczy dzięki unikalnemu połączeniu mechaniki budowania znanej z gier takich jak Minecraft.
Gra została dobrze przyjęta, pomimo wczesnego i niedokończonego stanu, i znalazła się na liście „Best Indie Games of 2011” serwisu Kotaku oraz na liście „Best Free PC Games” serwisu PC Gamer z kwietnia 2011 roku. W listopadzie 2012 roku wersję beta gry Ace of Spades zainstalowano 2,5 miliona razy, a miesięcznie korzystało z niej około 550 000 aktywnych użytkowników.

## Historia i rozwój
Ace of Spades zostało stworzone przez Bena Aksoya, początkowo udostępnił grę za darmo w wersji alfa w 2011 roku. Gra szybko zdobyła dużą rzeszę fanów dzięki minimalistycznej grafice voxelowej i mechanikom pozwalającym graczom na kreatywność podczas walki. Wersja alfa umożliwiała tworzenie własnych struktur, kopanie tuneli i prowadzenie taktycznych walk w trybie drużynowym.
W 2012 roku prawa do gry zostały nabyte przez brytyjskiego wydawcę Jagex, znanego między innymi z produkcji RuneScape. Jagex wypuścił komercyjną wersję Ace of Spades na platformie Steam 12 grudnia 2012 roku, pod tytułem „Ace of Spades: Battle Builder”. Wersja ta zawierała wiele nowych funkcji, takich jak nowe tryby gry, klasy postaci i dodatkowe mapy, ale zmiany te spotkały się z mieszanym odbiorem wśród dotychczasowych fanów.

## Mechanika rozgrywki
W klasycznym Ace of Spades gracze rywalizują w drużynach, których zadaniem jest osiągnięcie celów misji, takich jak zdobywanie flagi czy eliminacja przeciwników. Kluczowym elementem gry jest możliwość budowania struktur i niszczenia otoczenia, co pozwala na różnorodne strategie taktyczne. W ostatniej klasycznej wersji gry oferuje ona trzy klasy postaci, z których każda ma unikalne zdolności i wyposażenie, takie jak karabiny, granaty, czy narzędzia do budowania. W wersji komercyjnej Jagex dodało nowe tryby gry, w tym "Zombie Mode", w którym gracze walczą z hordami zombie, oraz "Demolition Mode", gdzie celem jest niszczenie baz przeciwników.

## Odbiór
Pierwotna wersja gry, stworzona przez Bena Aksoya, była chwalona za innowacyjne podejście do rozgrywki i zaangażowanie społeczności graczy w tworzenie zawartości, w tym niestandardowych map. Jednak wersja komercyjna wydana przez Jagex spotkała się z krytyką za odejście od minimalistycznej estetyki i prostoty, które były kluczowymi elementami sukcesu pierwotnej wersji.
Mimo mieszanych recenzji Ace of Spades zdobyło popularność na Steam, szczególnie wśród graczy szukających nietypowych gier wieloosobowych.

## Zakończenie wsparcia
Jagex zaprzestał wsparcia dla Ace of Spades w 2018 roku, a serwery gry zostały zamknięte, co zakończyło jej cykl życia. Pomimo tego społeczność graczy (skupiona wokół grupy „Build And Shoot”) nadal utrzymuje nieoficjalne serwery i tworzy modyfikacje do klasycznej wersji gry, dzięki czemu gra pozostaje dostępna dla fanów.